# Phaedrotoma biroi
Phaedrotoma biroi är en stekelart som först beskrevs av Fischer 1960.  Phaedrotoma biroi ingår i släktet Phaedrotoma och familjen bracksteklar. Inga underarter finns listade i Catalogue of Life.